# لهران
لهران روستایی از توابع بخش مرکزی شهرستان طالقان در استان البرز است.
این روستا واقع در دهستان پایین‌طالقان ابتدای راه عمومی قزوین این روستا کوهستانی و سردسیر آب این ده از چشمه تأمین می‌گردد. شغل اهالی این ده زراعت بوده است.
مکان های دینی این روستا از جمله چشمه ای به نام   گو چشمه و سوسن پرتگاه زبان زد خاص و عام است. 

## زبان
مردم لهران به تاتی طالقانی تکلم می‌کنند.

## محصولات
غلات و گردو از محصولات این روستا است.

## صنایع دستی
کرباس، گلیم و جاجیم از صنایع دستی این روستا می‌باشد.